# 鴨之庄信號場
鴨之庄信號場（日语：／ Kamonoshō Shingō-ba */?）是位於山口縣山陽小野田市大字厚狹，西日本旅客鐵道（JR西日本）的美禰線信號場。
曾經與松瀨信號場有著相同功能，在美禰線美禰站至宇部線宇部港站之間有許多煤炭、石灰石貨運列車下進行列車交會，現時沒有列車在此站進行交會。

## 歷史
- 1969年（昭和44年）3月29日 - 日本國有鐵道開設此信號場[1]。
  - 當時信號場位於山口縣厚狹郡山陽町（日语：山陽町 (山口県)）大字厚狹（日语：厚狭）。
- 1987年（昭和62年）4月1日 - 伴隨國鐵分割民營化，信號場由西日本旅客鐵道（JR西日本）營運[1]。
- 2005年（平成17年）3月22日 - 隨著山陽小野田市成立，信號場變成現時的地址。

## 信號場構造
信號場內設有2線路軌。路軌配置為一線通過構造，但是所有列車都會使用進行方向左邊通道，因此厚狹站方向的列車會通過慢速通過轉轍器。

## 信號場周邊
信號場旁設有厚狹川和農作地帶。

## 相鄰設施
西日本旅客鐵道（JR西日本）
■美禰線
厚狹－鴨之庄信號場－湯之峠

## 注腳
1. 1 2 3  曾根悟（監修）. 朝日新聞出版分冊百科編集部（編集） , 编. . 週刊 歴史でめぐる鉄道全路線 国鉄・JR (朝日新聞出版). 2009-08-23, (7): 21 （日语）.